# Regionalverkehr Münsterland

Historisches Logo der RVM

Die Regionalverkehr Münsterland GmbH (RVM) ist ein Unternehmen der öffentlichen Hand, das in Westfalen Personen und Güter befördert. Die heutige RVM wurde 1980 gegründet.

## Gesellschafter
Gesellschafter dieses Verkehrsunternehmens sind die Kreise Warendorf, Borken, Steinfurt und Coesfeld. Kleinere Anteile halten auch die Städte und Gemeinden Ahlen, Beckum, Everswinkel, Lüdinghausen, Münster, Selm und Sendenhorst (Stand 31. Dezember 2016). Die RVM ist mit 47,14 % Hauptgesellschafter der Westfälischen Verkehrsgesellschaft GmbH in Münster.

## Busverkehr
Im Omnibusverkehr wurden im Jahr 2013 insgesamt 606 Fahrzeuge auf einem Liniennetz von 9.330 Kilometern Länge eingesetzt. Die Anzahl der öffentlichen Linien beträgt 341. Mit den SchnellBussen, RegioBussen, StadtBussen, NachtBussen, TaxiBussen sowie dem AnrufSammelTaxi werden in den verschiedenen Landkreisen insgesamt jährlich etwa 29,8 Millionen Fahrgäste befördert. Die RVM ist damit das größte Regionalverkehrsunternehmen im Münsterland. Zusammen mit den Aufgabenträgern der Kreise und Kommunen entwickelt das Unternehmen die Verkehrsangebote in der Region weiter. Meilensteine sind etwa die Einrichtung des SchnellBus-Systems ab 1990 und der ersten NachtBus-Linie von Ahlen nach Münster im Jahre 1992.

## Eisenbahn-Güterverkehr

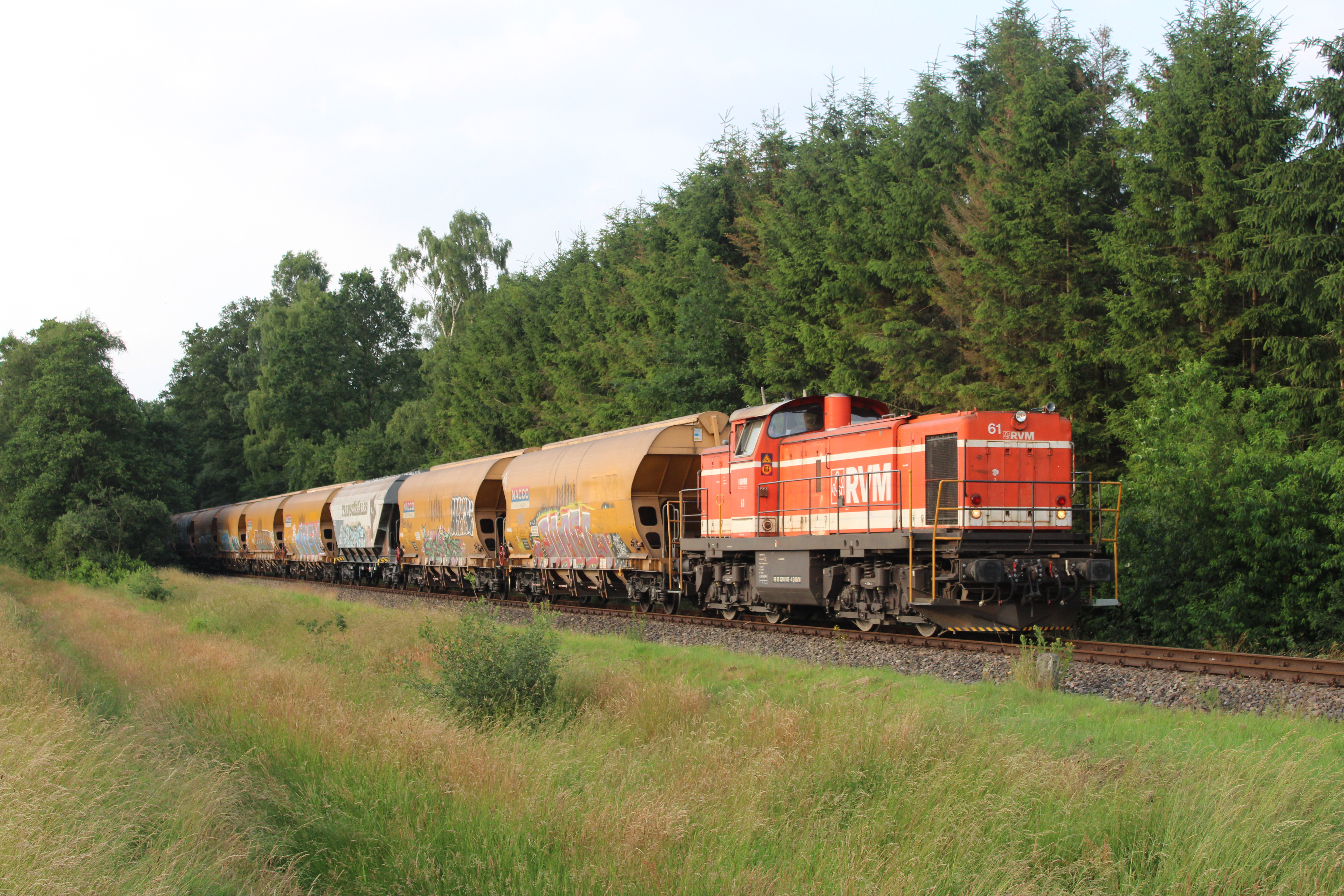
Ein Getreidezug der RVM auf dem Weg von Spelle nach Rheine ist hier am Bahnübergang Greßbrook in Rheine-Altenrheine unterwegs.

Die RVM ist der Rechtsnachfolger der Tecklenburger Nordbahn und betreibt die von dieser übernommene Bahnstrecke von Rheine-Altenrheine über Mettingen nach Osnabrück-Eversburg im Güterverkehr. Es ist eine Diesellokomotiven vorhanden (eine MaK G 1600 BB mit der Nummer 61), zwei weitere (KHD DG 1200 BBM mit den Nummern 28 und 45) wurden 2017 verkauft. Außerdem besitzt die RVM seit September 2018 eine dieselelektrische Lok des Typs Vossloh DE 18 mit der Nummer 55. Bei größerem Verkehrsaufkommen werden gelegentlich weitere Lokomotiven von den weiteren Bahngesellschaften der Westfälischen Verkehrsgesellschaft eingesetzt.
Seit 2001 betreibt die RVM außerdem die Bahnstrecke Rheine–Spelle, die sie zuvor von der DB gepachtet hat. Der größte Teil des Verkehrsaufkommens resultiert heute aus diesem Streckenabschnitt; so wird in Spelle die Firma Rekers, ein Hersteller von Betonfertigteilen, mit Kies beliefert. Die dort gefertigten Bauteile werden zu verschiedenen Großbaustellen transportiert, über weite Strecken auch mit der Bahn. Ebenso wird am Speller Bahnhof die Landmaschinenfabrik Krone bedient. Auch das Güterverkehrszentrum in Altenrheine sorgte zeitweise für recht starken Güterverkehr.
Im Jahr 2015 wurde durch die Gemeinde Spelle ein Anschlussgleis zum Hafen Spelle-Venhaus errichtet, so dass in den folgenden Jahren mit einem Anstieg der Beförderungsleistung zu rechnen ist. Vor allem Futtermittel, Getreide, Mehl und Baustoffe sollen hier umgeschlagen werden.

## Tochtergesellschaft
Als 100%ige Tochtergesellschaft der RVM fungiert die Verkehrsbetrieb Kipp GmbH (VBK) mit Sitz in Lengerich.

## Galerie

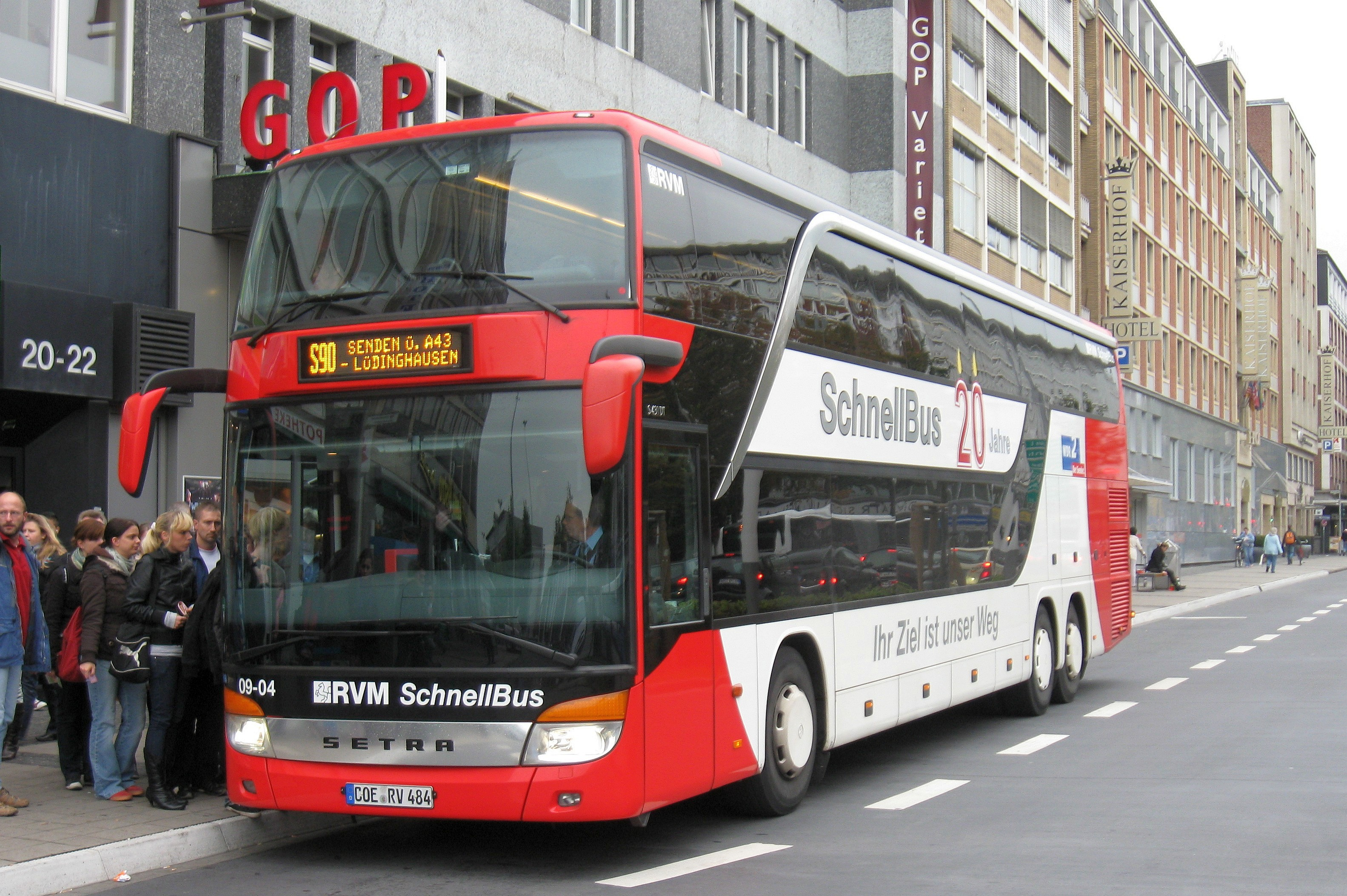
Doppelstock-Schnellbus für die Linie S90 Münster – Senden – Lüdinghausen am Hauptbahnhof Münster.
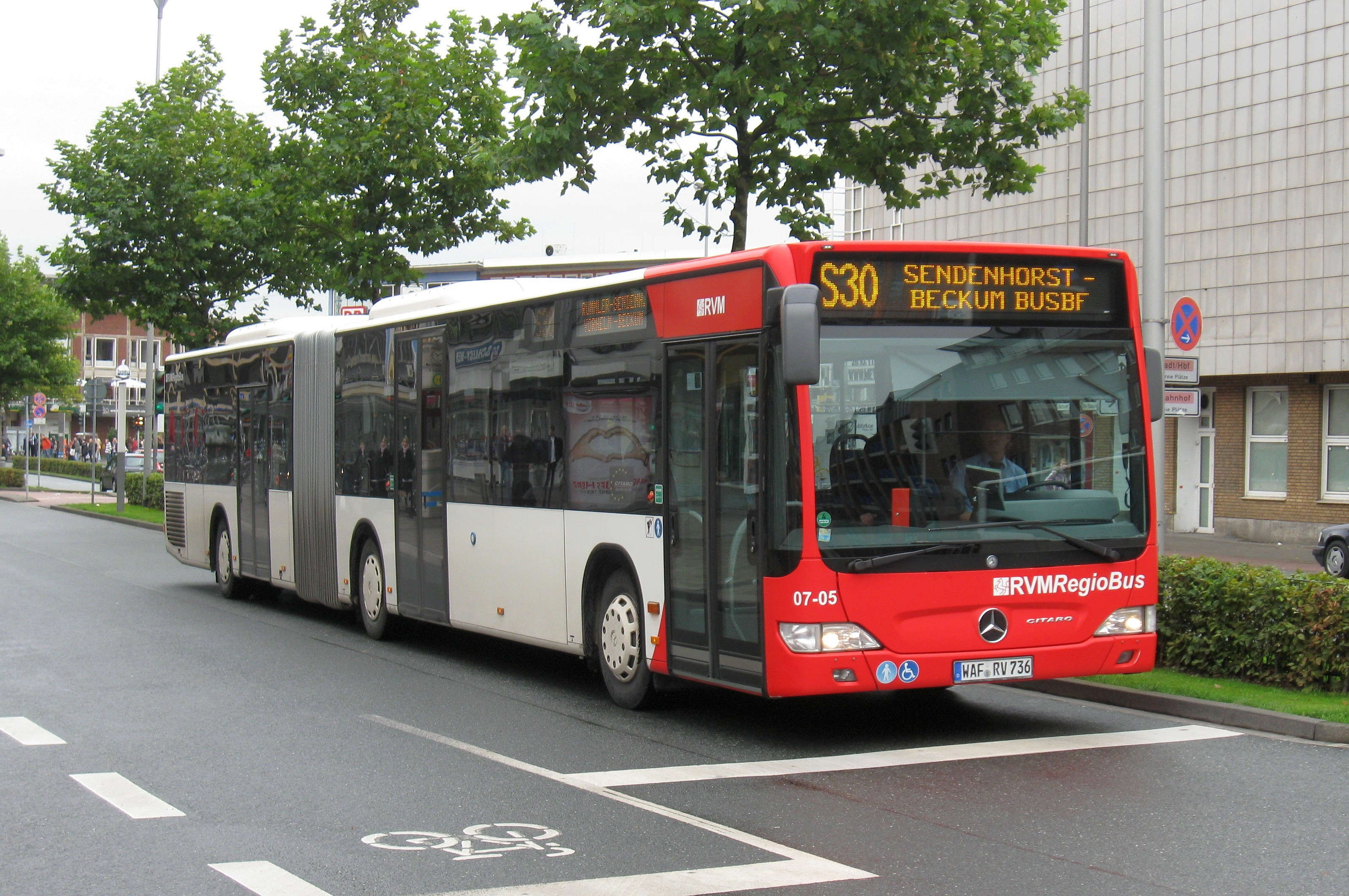
RVM-RegioBus (Citaro G) als SchnellBus am Hauptbahnhof Münster
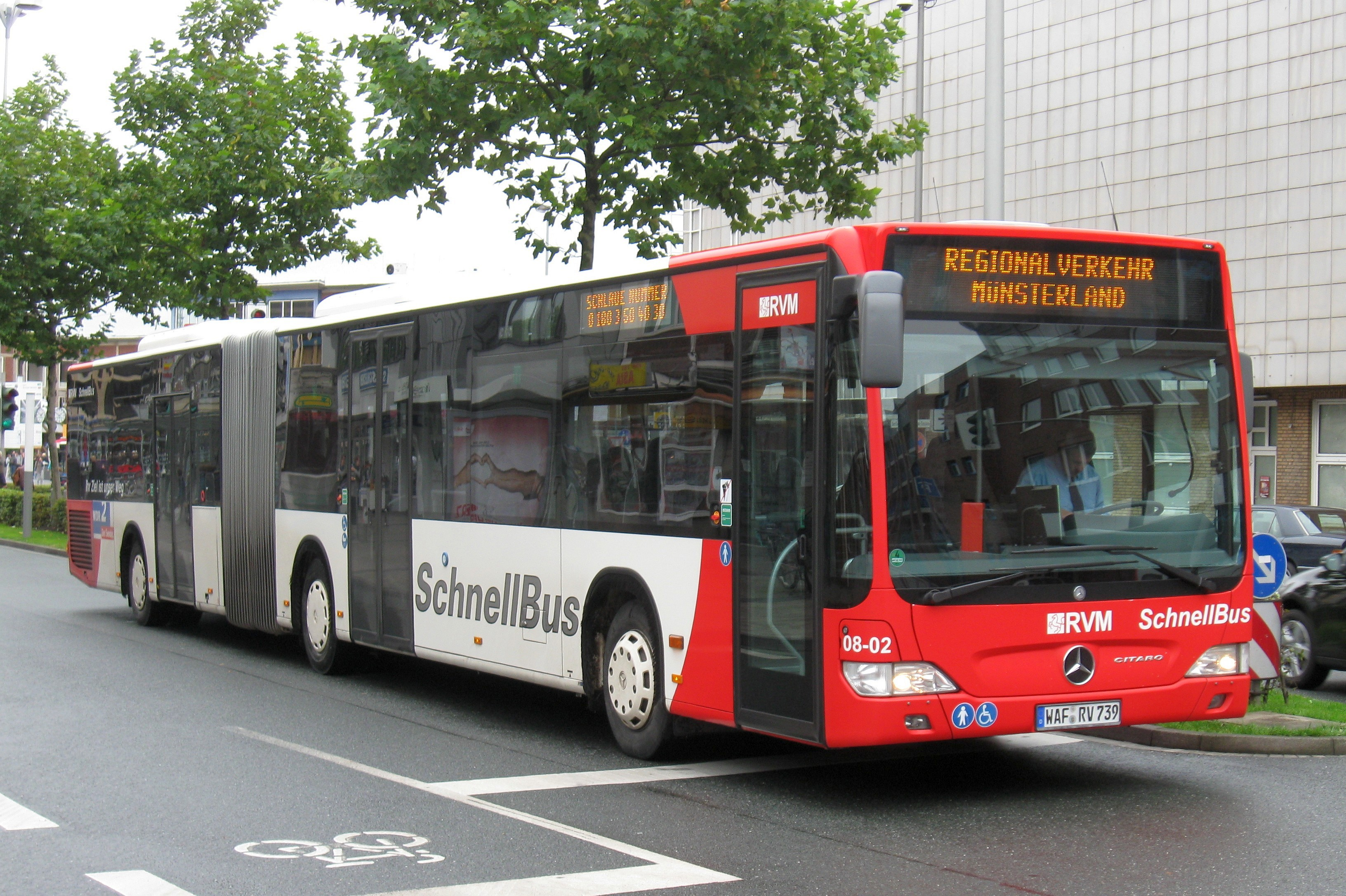
Citaro-Überland-Gelenkbus in Schnellbusausführung für die S20 und S30
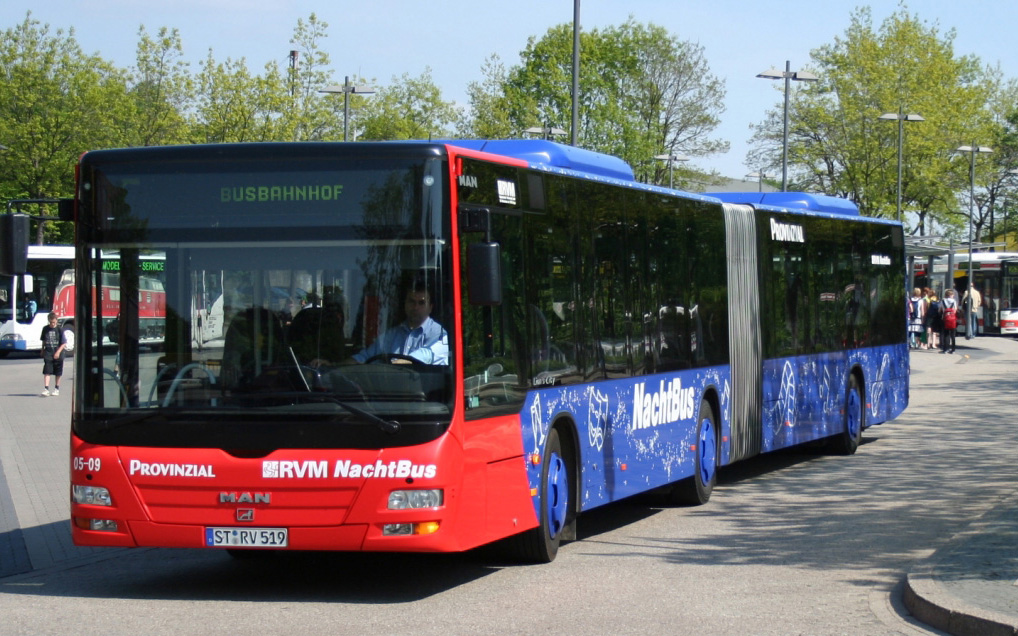
Für den NachtBus hat die RVM zusammen mit der Provinzial eine eigene Lackierung entwickelt
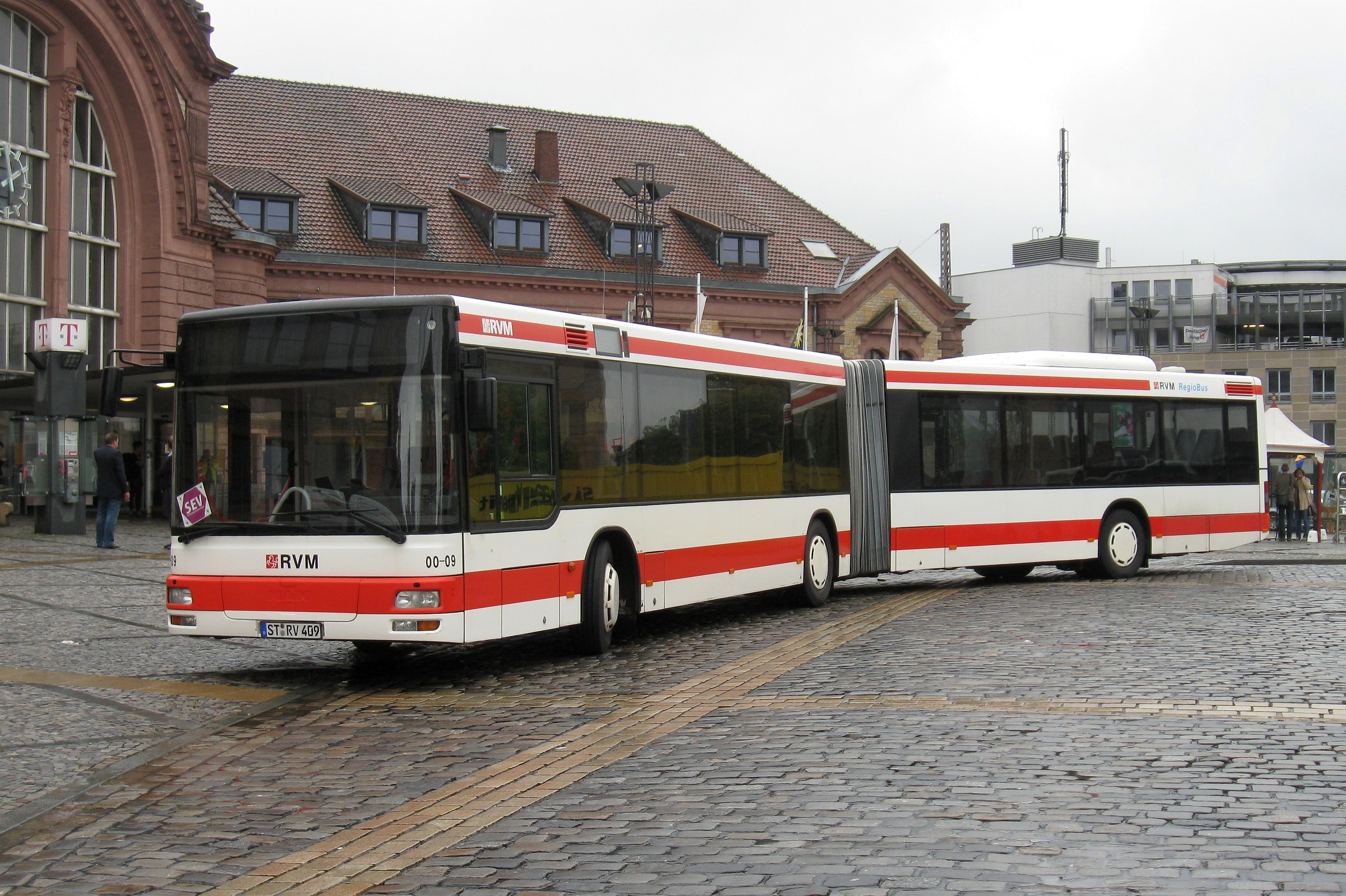
RVM-RegioBus im alten Farbschema in Osnabrück
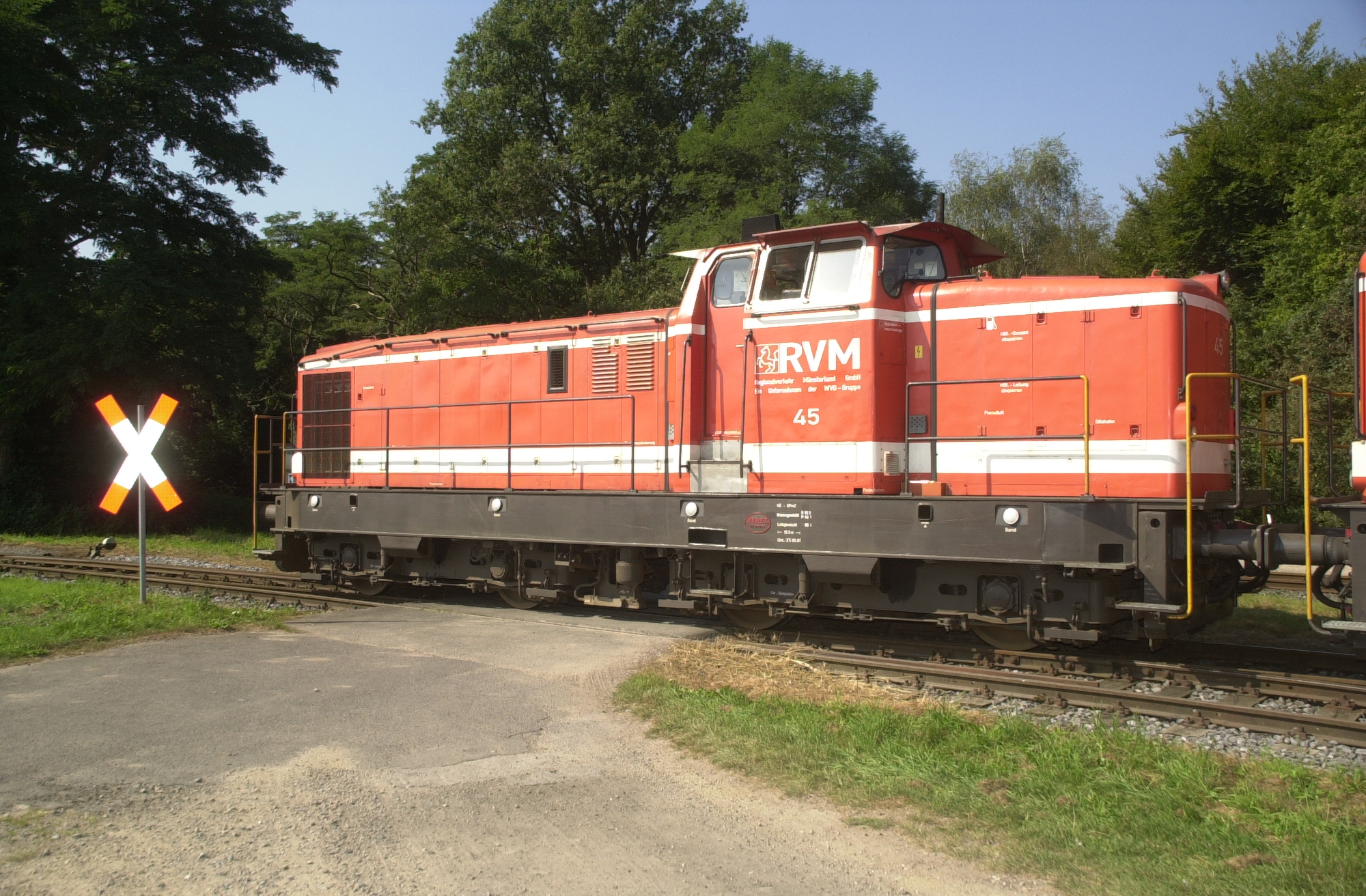
Lok 45 in Rheine